# Елизавета Валуа
Елизавета Валуа, Елизавета Французская (Изабелла, фр. Elisabeth de Valois, исп. Isabel de Valois; 2 апреля 1545, Фонтенбло — 3 октября 1568, Аранхуэс, Мадрид) — французская принцесса и королева Испании, третья жена короля Испании Филиппа II.
Елизавета Валуа была старшей дочерью короля Франции Генриха II из династии Валуа и его супруги Екатерины Медичи. Хотя она и была помолвлена с испанским инфантом Доном Карлосом, судьба распорядилась иначе, и по окончании многолетней войны между Францией и Испанией, завершившейся в 1559 году подписанием мирного договора в Като-Камбрези, она вышла замуж за испанского короля Филиппа II, что было одним из условий этого договора. Елизавета Валуа за короткое время превратилась из французской принцессы в испанскую королеву, интеллект, мягкость и красота которой высоко ценились во всей Европе. Елизавета образцово выполняла обязанности связанные с её королевским саном. Она умерла в 1568 году вследствие очередных неудачных родов.

## Детство при французском дворе

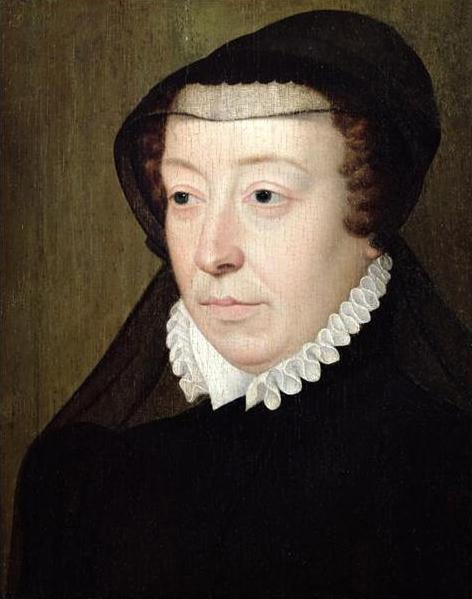
Мать Елизаветы — Екатерина Медичи

Елизавета Валуа родилась 2 апреля 1545 года в Фонтенбло, она была старшей дочерью короля Франции Генриха II и его жены Екатерины Медичи. Детство Елизаветы было омрачено несчастливым браком родителей. В это время в маленькой принцессе росло желание сделать своё замужество и семейную жизнь гармоничными, что она всеми силами пыталась достичь будучи весьма непродолжительное время женой испанского короля Филиппа II.

### Родители
Мать Елизаветы, Екатерина Медичи, была единственной дочерью герцога Лоренцо II Урбинского из семьи Медичи и его жены Мадлен де Латур д’Овернь, она появилась на свет 13 апреля 1519 года во дворце Медичи во Флоренции. Мадлен де Латур д’Овернь умерла через две недели после рождения дочери 28 апреля 1519 года от осложнений, вызванных тяжёлыми родами. После смерти отца 4 мая 1519 её дядя, папа Климент VII, взял племянницу под свою опеку.
У Климента VII в отношении Екатерины были далеко идущие планы. Он предложил её в жены одному из сыновей короля Франции Франциска I. Медичи были итальянской купеческой семьёй, взлёт которой к вершинам европейских аристократических кругов и высших церковных званий был обусловлен их незаурядной купеческой хваткой. Франциск I в конце концов согласился на брак между Екатериной и своим вторым сыном Генрихом, надеясь в результате этого союза установить более тесные контакты с Ватиканом и на поддержку последнего в борьбе с Испанией. 18 октября 1532 года Папа благословил молодую пару, а 28 октября в Марселе состоялась брачная церемония.
Екатерина Медичи сначала чувствовала себя при французском дворе скованно, поскольку она была иностранкой да ещё и в придачу из купеческой семьи, что вызывало многочисленные насмешки в среде придворных. К тому же её муж не обращал на неё ровным счётом никакого внимания, потому что ещё до свадьбы безумно любил 37-летнюю Диану де Пуатье, которую сделал сначала графиней Сент-Валье, а позднее герцогиней Валентинуа. Обманутая жена осталась на заднем плане и научилась со временем подчиняться обстоятельствам и терпеть.
Их брак был бездетным в течение десяти лет, и Генрих высказывал желание объявить его недействительным. Екатерина в это время пыталась всевозможными медицинскими средствами победить свою бесплодность и в конце концов хотела уйти в монастырь, позволив таким образом своему супругу жениться вновь. Её намерения, однако, не были одобрены королём, который повелел лишь усилить медицинское лечение своей невестки. Эти действия принесли плоды 20 января 1544 года, когда Екатерина родила первого ребёнка, наследника престола Франциска II. Ребёнок появился на свет маленьким, слабым и имел проблемы с дыханием, так что все боялись, что он скоро умрёт. Екатерина сильно переживала за сына, от которого во многом зависела вся её дальнейшая судьба. К большому облегчению родителей, младенец вскоре поправился и Екатерина родила за последующие 11 лет ещё девять детей, трое из которых умерли во младенчестве.

## Юность

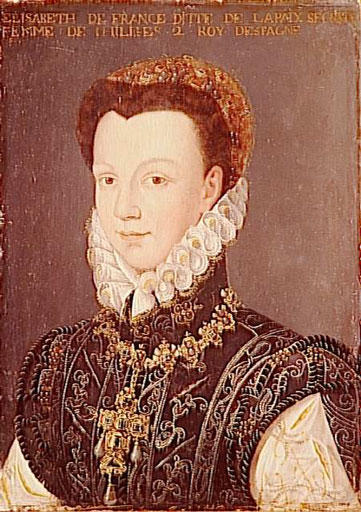
Елизавета в 1559 году

Елизавета была вторым ребёнком в семье и воспитывалась вместе со своими братьями и сестрами. В противоположность своему старшему брату, который рос очень болезненным, юная принцесса была сообразительной и любознательной. К тому же она очень скоро превратилась в прекрасную молодую девушку, которая своей красотой привлекала внимание современников. Писатель Пьер де Бурделье Брантом так выразил своё восхищение принцессой:
Можно подумать, она была создана до сотворения мира и по замыслу Бога держалась наготове, до момента, когда по божьей воле была выдана замуж
Елизавета унаследовала чёрные волосы, тёмные глаза и высокий интеллект от своей итальянской матери. Но в отличие от матери у Елизаветы был мягче характер и больше такта в поведении, она также отличалась большой набожностью. Екатерина с удивлением обнаружила у дочери те качества, которые у неё отсутствовали и со временем у них установились тесные доверительные взаимоотношения, которые после замужества Елизаветы продолжились в форме оживленной переписки.
Достоинства Елизаветы не остались незамеченными при европейских дворах и вскоре многочисленные кандидаты стали добиваться руки дочери французского короля. Франция была ослаблена многочисленными войнами с Испанией, поэтому Генрих и Екатерина решили обручить свою дочь с испанским наследником престола Доном Карлосом и, таким образом, укрепить отношения с Испанией. Однако Филипп II неожиданно после смерти в 1558 году своей второй жены Марии I Тюдор, королевы Англии разорвал помолвку между своим сыном и Елизаветой и послал герцога Альбу в качестве свата к матери Елизаветы, Екатерине Медичи.

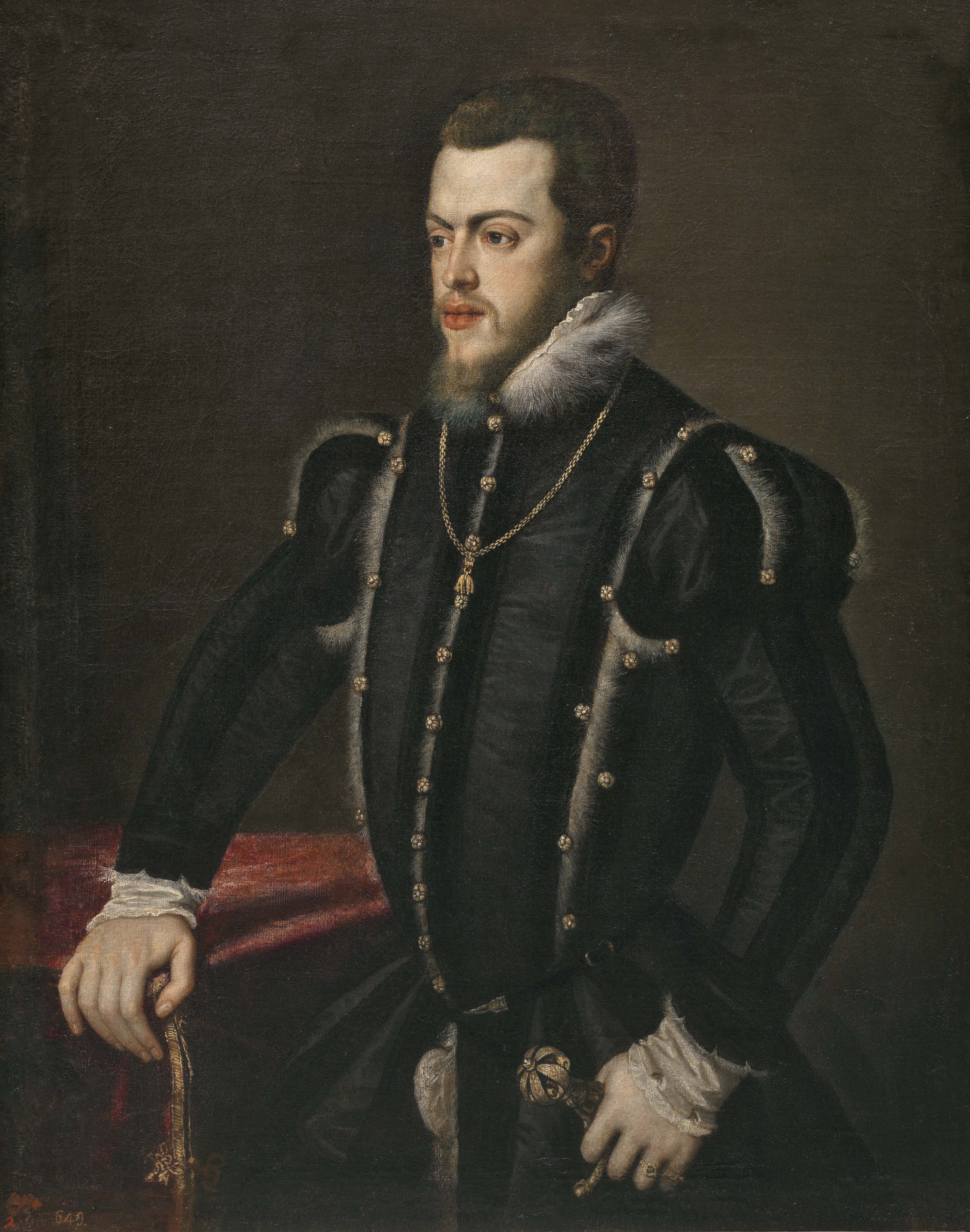
Супруг Елизаветы, испанский король Филипп II Прадо, Мадрид

Французская королева была сначала озадачена этой неожиданной переменой. Однако в конце концов она согласилась на помолвку своей дочери со значительно более старшим по возрасту испанским королём в надежде на то, что Елизавета сможет повлиять на политику Испании в нужном для Франции ключе. Возможно также, что до Екатерины дошли слухи о плохом физическом и психическом состоянии дона Карлоса, курсирующие по всей Европе. До нас не дошли письменные источники, описывающие чувства самой Елизаветы в это насыщенное событиями время.
В рамках свадебных празднеств отец Елизаветы Генрих II устроил 30 июня 1559 году рыцарский турнир. Генрих был заядлым турнирным бойцом и в этом день состязался с графом Габриэлем де Монтгомери. Во время боя его копье отскочило от доспехов и вонзилось в глаз короля. Он так и не оправился после такого тяжёлого ранения и, несмотря на интенсивную врачебную помощь, умер через несколько дней 10 июля 1559 года. Свадебная церемония, омрачённая тяжёлой борьбой за жизнь отца Елизаветы, состоялась по доверенности (лат. per procurationem) 21 июля 1559 году в Париже. В роли жениха выступал герцог Альба. С этого момента смерть стала для Елизаветы и её подруги юности Марии Стюарт постоянным спутником.
Через полгода Елизавета покинула Францию в направлении Испании и прибыла после утомительного пути через Пиренеи в Гвадалахару, где в первый раз увидала своего мужа, который был старше её на 18 лет. Филипп II спросил озабоченно свою молодую жену при первой встрече не противны ли ей его седые волосы и его возраст. Настоящее бракосочетание состоялось 2 февраля 1560 года в Толедо и Елизавета Валуа после Марии Португальской и Марии I Тюдор, королевы Англии стала третьей женой короля Испании Филиппа II.

## Королева Испании

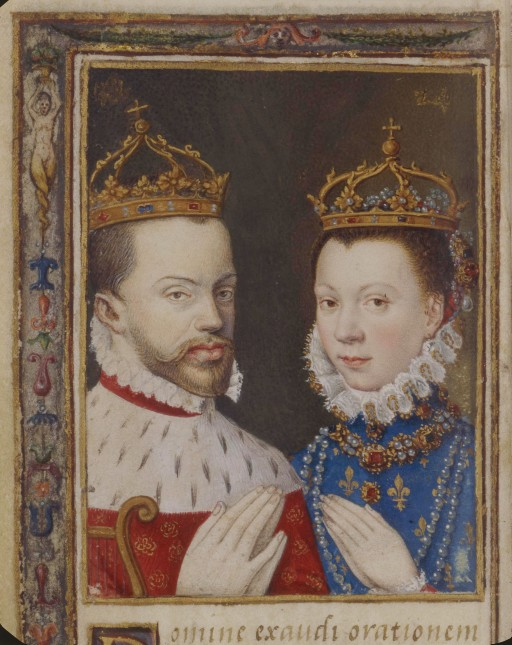
Елизавета и её муж Филипп II

### Первые годы
Испанский народ назвал французскую принцессу Isabel de la Paz (Исабель Мирная), поскольку её замужество с королём Филиппом II увенчало собой по Като-Камбрезийскому договору долгожданный мир между Испанией и Францией. Елизавете было почти 15 лет, когда она вышла замуж; все современники восхищались её красотой. Темным цветом своих глаз и волос, благородной формой лица, изящной фигурой, белокожим лицом, элегантными манерами и модным гардеробом она покорила своего супруга, придворных и весь испанский народ.
Её лицо было прекрасно и чёрные волосы оттенявшие её кожу делали её такой обворожительной, что я слышал в Испании говорили, как придворные не отваживались на неё посмотреть из страха быть охваченными к ней страстью и тем самым вызвать ревность короля и подвергнуть её жизнь опасности
Поначалу на новой родине Елизавета сильно тосковала по дому и пыталась привыкнуть к новой для себя роли королевы Испании. В феврале 1560 года она заболела ветряной оспой и поправилась только спустя довольно продолжительное время. Её ослабленный организм в конце года перенёс ещё и оспу, так что королева большую часть времени проводила в постели. В течение этого периода Филипп II, несмотря на опасность заражения, почти не отлучался от её постели и самоотверженно за ней ухаживал. Елизавета была тронута таким к ней отношением со стороны короля и постепенно преодолела свой первоначальный страх перед молчаливым супругом. В последующие годы вплоть до её преждевременной смерти Елизавета была для своего мужа доверенным лицом, с которым он обсуждал многие проблемы, включая важные политические вопросы.
Она обладает необыкновенно тонким умом и необычайной обходительностью
писал венецианский посол Джованни Соранцо в своём послании после посещения испанского королевского двора.

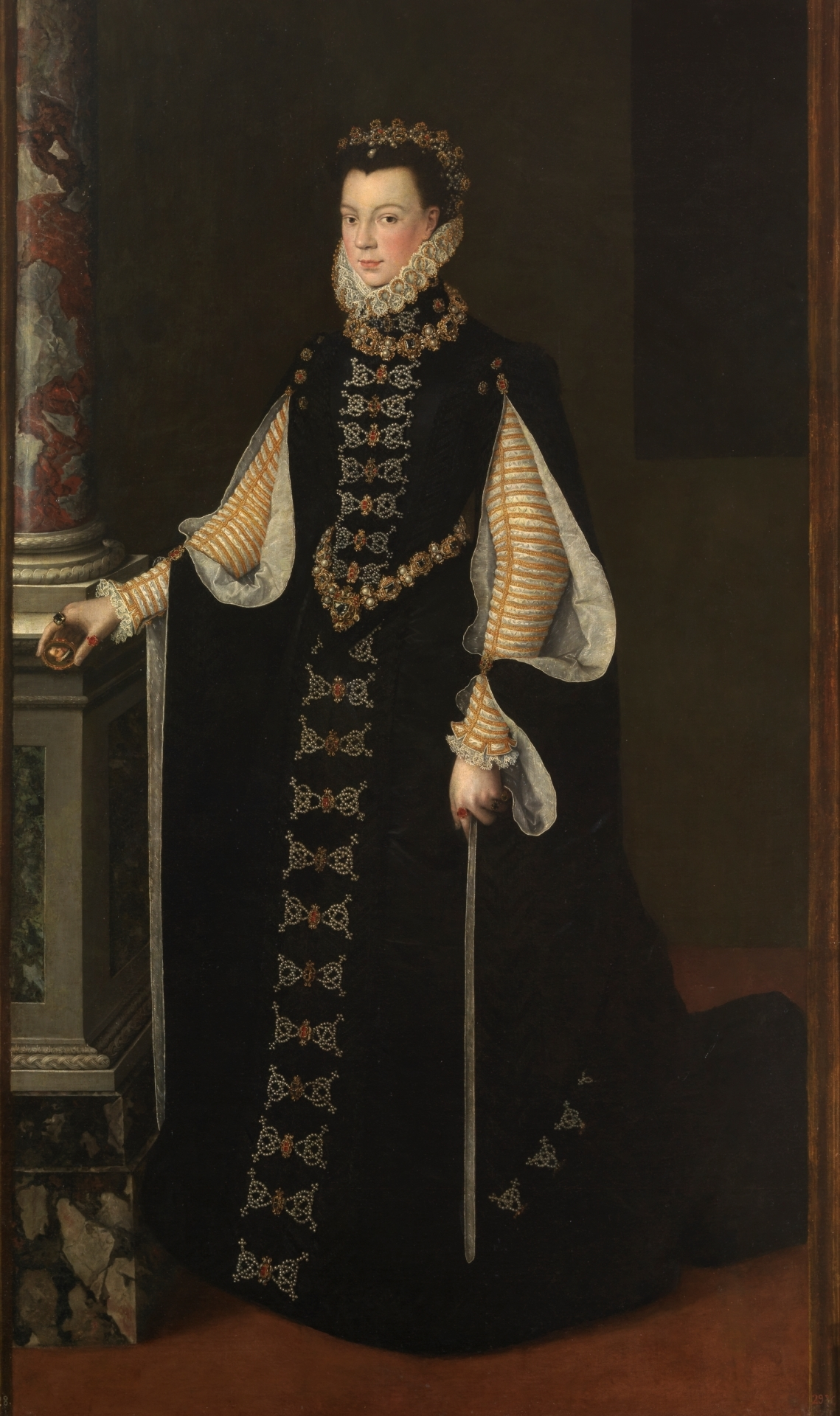
Елизавета Валуа

Филипп, по описанию современников очень расчётливый, хладнокровный и неприветливый человек, под воздействием юной супруги превратился в жизнерадостного и любящего мужа, который буквально читал по губам все желания своей жены. Елизавета пыталась избавиться от довлеющих над нею воспоминаний её детства о несчастливом браке родителей, создать идиллию семейной жизни и быть королю верной женой. В течение брака между Елизаветой и Филиппом окостенелый дворцовый этикет был немного смягчен, и юная королева наполнила мрачный испанский двор жизнью, французской лёгкостью и французской модой. Хотя Филипп по-настоящему любил Елизавету, семейная жизнь в его распорядке дня стояла на втором плане. Фипипп II был монархом и мог проводить дни напролёт, планируя предстоящие военные походы и принимая важные политические решения.
В Испании она считалась почти святой, завоевав любовь своего супруга и всего испанского народа. И тем не менее Филипп, несмотря на свою любовь и внимание к ней, не проявил достаточных усилий, чтобы сделать её счастливой. Целые дни проводила она в одиночестве, лишь ненадолго покидая свои покои, видела супруга только изредка, значительно реже, чем того себе желала. Но она скрывала свои чувства и всегда подчёркивала что хочет только нравиться королю и желает только того, что он желает (Джованни Соранцо)

### Мечта о наследнике испанского престола

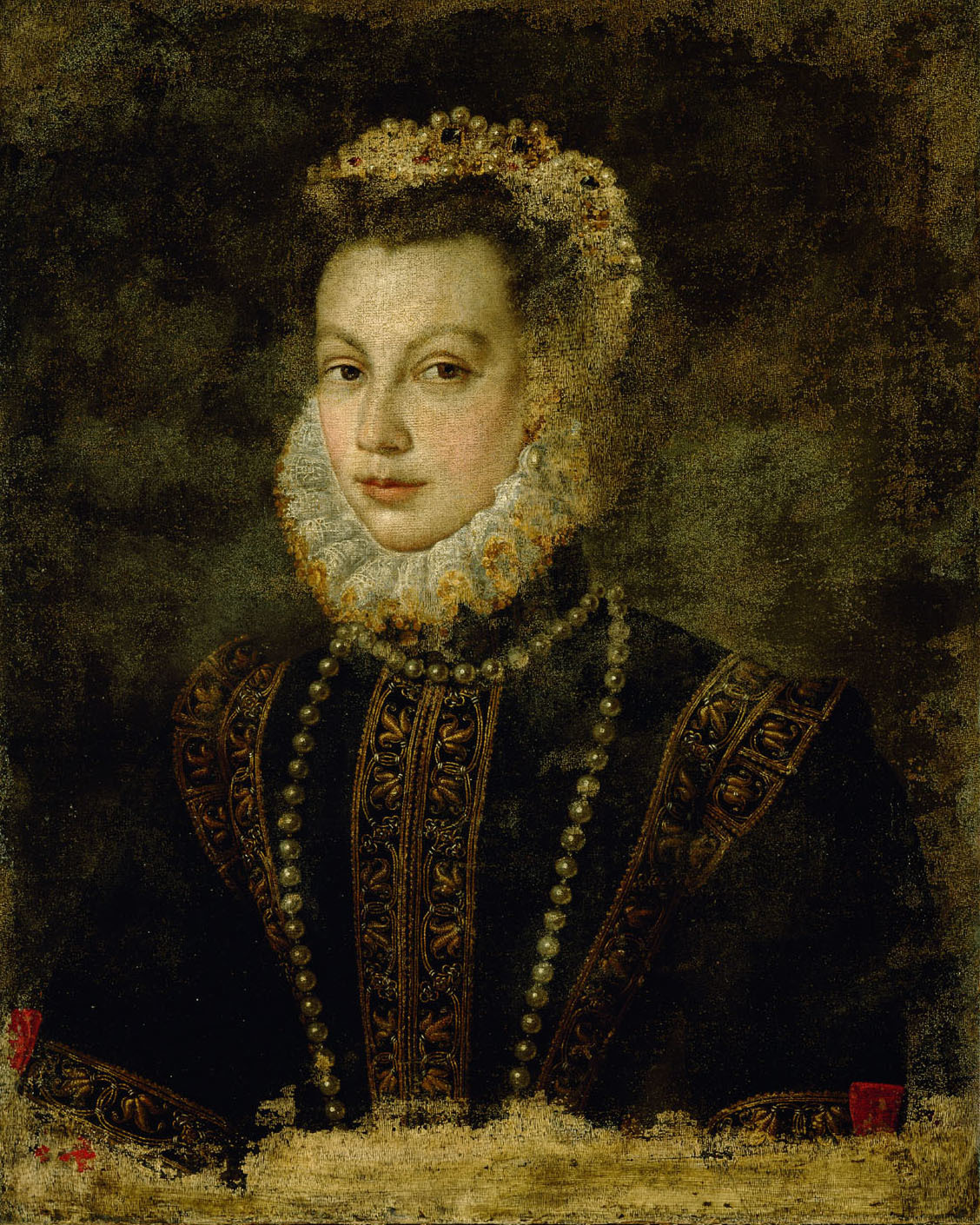
Елизавета Валуа

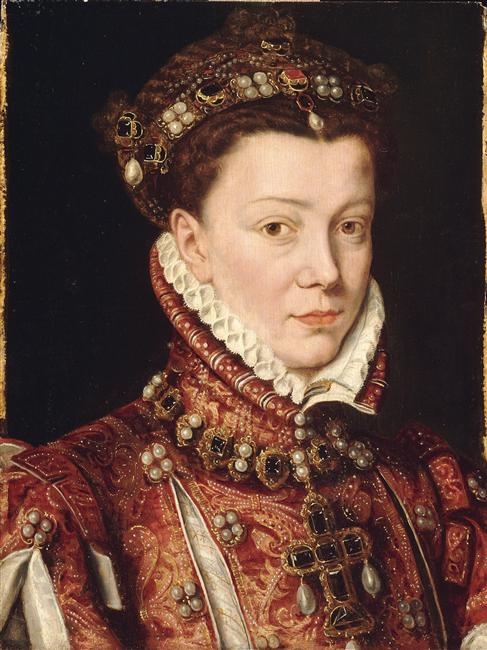
Елизавета в последние годы жизни

В жизни Елизаветы наступили перемены. У неё появилась цель в жизни, она чувствовала себя все более свободно в своей новой роли королевы Испании. Она помогала своему мужу в государственных делах и превращалась все больше и больше из юной французской принцессы в интеллигентную, милосердную, набожную и сострадательную испанскую королеву, для которой на первом месте стояло благосостояние народа. Екатерина, которая перед замужеством дочери надеялась на дружественную по отношению к Франции политику Испании, была шокирована таким развитием событий и отмечала в своих письмах что дочь стала очень испанской. На что та ответила следующим образом в одном из своих писем:
Я испанка, я признаюсь в этом, это моя обязанность, но я ещё и твоя дочь, та же самая, которую ты когда-то послала в Испанию
Елизавета сконцентрировалась на своей роли супруги и королевы и пыталась с рвением исполнять обязанности испанской королевы. Однако самую важную задачу королевы, а именно, рождение наследника престола, она в силу своего хрупкого телосложения так и не смогла исполнить. Её беременности протекали тяжело. В мае 1564 года она забеременела, и на четвёртом месяце у неё случился жар, который испанские врачи пытались лечить обычными в то время кровопусканием и пургацией. Как следствие этих методов лечения у неё наступили преждевременные роды, и она потеряла двух девочек-близнецов. После этого Елизавета в течение многих дней находилась между жизнью и смертью и временами теряла сознание. Частые болезни и неудачные роды не прошли бесследно для её здоровья. Она становилась всё более бледной, худой и слабой. Несмотря на это, она пыталась помогать своему мужу в государственных делах.
Но в конце 1565 года она снова забеременела и после сложных родов появились на свет две дочери, в 1566 году Изабелла Клара Евгения и годом позднее Каталина Микаэла. При очередной беременности осенью 1568 года королева заболела и так уже и не оправилась. Утром 3 октября у неё случились преждевременные роды. Ребёнка, опять девочку, едва успели окрестить перед смертью. Елизавета многократно теряла сознание и в этот же день умерла в присутствии своего мужа, так и не родив ему наследника престола. Она умерла в Аранхуэсе и была погребена в монастыре Сан Лоренсо дель Эскориал.
Филипп II в 1570 году женился из династических соображений в четвёртый раз, в этот раз на своей племяннице Анне Австрийской, которая 14 апреля 1578 года родила ему долгожданного наследника престола — Филиппа III. Однако испанский монарх те глубокие чувства, которые он испытывал к своей третьей жене, не смог перенести на свою четвертую супругу также как и установить тесные отношения с детьми от четвёртого брака. Его обе дочери, Изабелла Клара Евгения и Катарина Микаэла, были его доверенными лицами, у которых он, также как до этого у их матери, просил совета по важным политическим вопросам.

## Дети
1. Дочери-близнецы (1564).
2. Изабелла Клара Евгения (12 августа 1566 — 1 декабря 1633), жена эрцгерцога Альбрехта VII, правителя Испанских Нидерландов.
3. Каталина Микаэла (10 октября 1567 — 6 ноября 1597) жена Карла Эммануила I Савойского. От этого брака происходят короли Сардинии и Италии из Савойской династии вплоть до Умберто I. В числе потомков этой пары были знаменитый полководец принц Евгений Савойский (по отцовской линии) и король Франции Людовик XV (по материнской линии)
4. Дочь (1568).

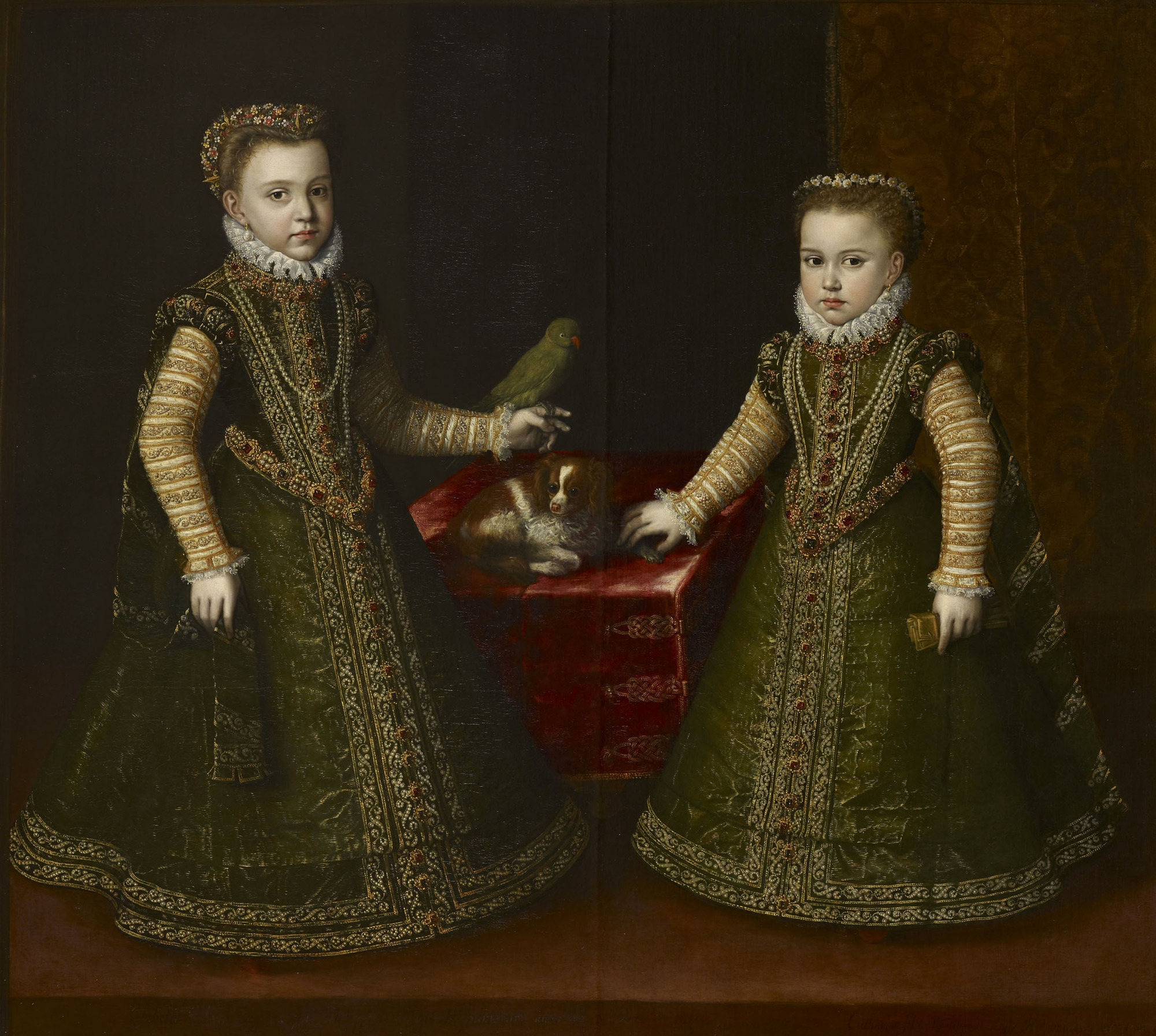
Портрет дочерей Елизаветы — Изабеллы Клары Евгении и Каталины Микаэлы работы Софонисбы Ангиссолы, 1570
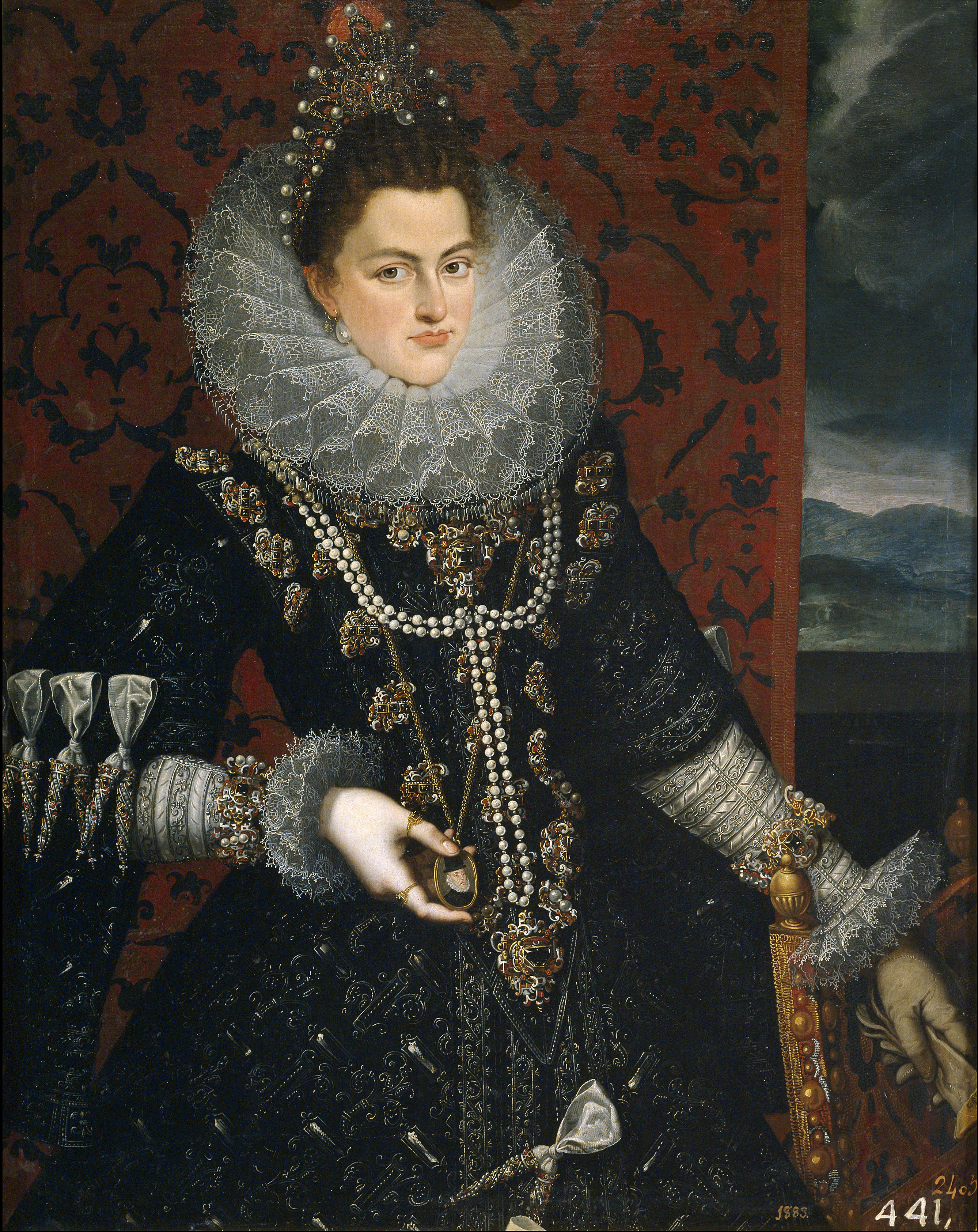
Изабелла Клара Евгения
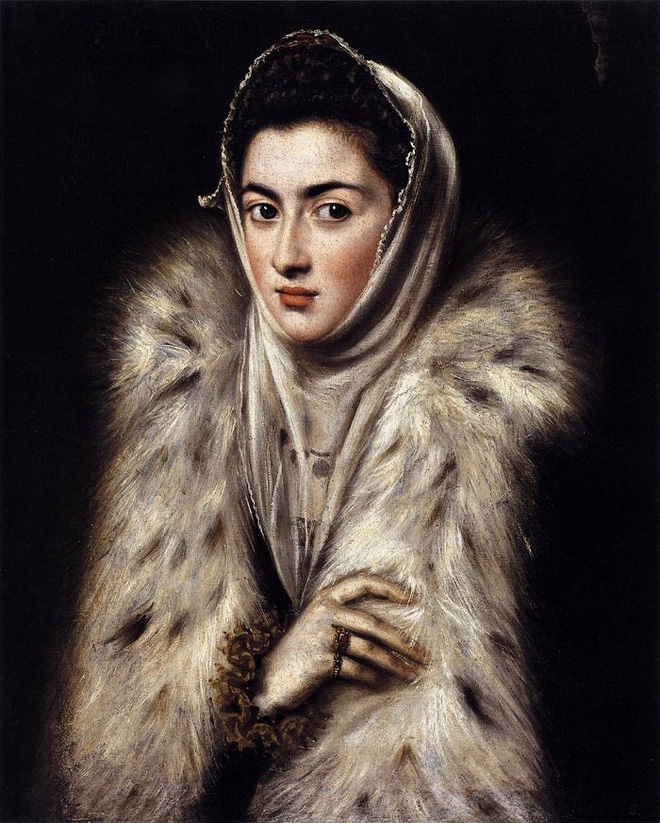
Каталина Микаэла

## Легенда
По легенде у Елизаветы была любовная связь с её пасынком Доном Карлосом, что вдохновило Фридриха Шиллера на написание драмы «Дон Карлос».
Дон Карлос был старшим легитимным сыном Филиппа II и, таким образом, наследником испанского престола. Считается что он был душевно и физически больным, вероятно из-за близкого родства своих родителей, Филипп был кузеном своей первой жены — Марии Португальской. Однако существует и другое предположение, что Дон Карлос, будучи ребёнком, упал, при этом получив повреждение головного мозга, которое время от времени вызывало его неконтролируемое поведение. Дон Карлос считался своенравным, подверженным частой смене настроений, болезненным юношей. Филипп II был вынужден держать его взаперти, изолированным от окружающего мира.
Елизавета проводила много времени со своим пасынком, пытаясь принять посильное участие в его трагической судьбе. Со временем между молодыми людьми, ко всему прочему одинакового возраста, возникло чувство глубокого взаимного доверия. Елизавета пыталась сгладить глубокие противоречия, существовавшие между Филиппом II и Доном Карлосом, что привело к временному улучшению отношений между отцом и сыном. Вскоре после рождения второй дочери она была ошеломлена известием об аресте Дона Карлоса. Елизавета приняла так близко к сердцу заключение пасынка, что заперлась на несколько дней в своих покоях и плакала. Дон Карлос умер за четыре месяца до смерти Елизаветы Валуа.
Несмотря на кривотолки о возможной любовной связи между равными по возрасту мачехой и её болезненным пасынком, связь между ними была построена на сострадании, дружбе и добросердечности и только позднее ей была придана форма любовного романа.